# Dmitrij Čugunov
Dmitrij Vjačeslavovič Čugunov (in russo Дмитрий Вячеславович Чугунов?; Mosca, 9 giugno 1968) è un allenatore di calcio a 5, ex giocatore di calcio a 5 ed ex calciatore russo, campione europeo con la nazionale russa nel 1999.

## Carriera
Con la nazionale ha disputato il FIFA Futsal World Championship 1996 in cui i russi hanno colto un prestigioso terzo posto. Tre anni dopo ha partecipato allo UEFA Futsal Championship 1999 in Spagna, battendo in finale i padroni di casa. Sempre con la Russia ha disputato l'anno dopo il FIFA Futsal World Championship 2000 giungendo quarto.

## Palmarès
- Campionato d'Europa: 1
Russia: 1999